# Реконструктивистский иудаизм
Реконструктивистский иудаизм — движение, базирующееся на идеях раввинов Мордехая Каплана и Айры Эйзенштейна об иудаизме как цивилизации.

## Теология
Свободная система идей, рассматривающая иудаизм как развивающуюся религиозную цивилизацию, которая, подобно любой другой цивилизации, обладает, наряду с религией, также собственной историей, языком, социальной структурой, правилами поведения и духовными и общественными идеалами. Евреи, утверждает Каплан, несмотря на гонения и страдания, оставались верны своей религии, потому что верили в избавление в будущем мире, однако сегодня в это уже не верят, и потому иудаизм должен превратиться из цивилизации, ориентированной на загробную жизнь, в цивилизацию, которая была бы способна помочь евреям достичь избавления в этом мире.
Определение Капланом Бога как «силы, движущей к избавлению», то есть силы, которая обращает человека к этой жизни и выявляет в нем лучшее, вызвало критику некоторых его последователей. Поскольку для реконструктивизма иудаизм — это цивилизация, то его компоненты могут функционировать только во взаимодействии друг с другом; на этом основании зиждется концепция «органической общины», жизнь которой сконцентрирована вокруг синагоги, образовательных учреждений, сионистских организаций и других общественных объединений, действующих совместно под эгидой демократически избираемого общинного руководства. Каплан был одним из первых, кто считал, что синагога должна действовать как еврейский центр, способный удовлетворить практически все потребности живущего еврейской жизнью индивидуума.
Реконструктивизм оказал значительное влияние на евреев США — деятелей просвещения, социальных работников и раввинов, особенно — на студентов Еврейской теологической семинарии, где Каплан преподавал с 1909 г. по 1963 г. Около десяти конгрегаций (около 2,5 тыс. семей) входят в Федерацию реконструктивистских конгрегаций и сообществ; тем не менее, влияние идей реконструктивизма выходит далеко за пределы этих немногочисленных общин.

## История
- Датой основания движения принято считать январь 1922 г., когда в США было создано общество по распространению реконструктивистского иудаизма — Общество содействия прогрессу иудаизма.
- В 1935 г. под руководством Каплана начал издаваться журнал «Реконстракшнист».
- В 1941 г. реконструктивисты издали «Новую Хаггаду» и «Руководство по еврейскому ритуалу». В «Руководстве» ритуал рассматривается не как закон, а как способ коллективного выживания еврейской общины и духовного развития её членов; решение, какие ритуалы и обряды должны практиковаться, принадлежит индивиду, который, однако, должен принимать в расчет не только собственные потребности, но и потребности общины.
- В 1945 г. вышел в свет реконструктивистский «Субботний молитвенник», из которого, в соответствии с концепцией Каплана, были исключены упоминания об избранности еврейского народа, о Богоданности Торы и о Мессии как личности. Американская ортодоксальная организация раввинов — Аггудат ха-раббаним — подвергла «Субботний молитвенник» херему (анафеме).
- В 1967 г. в Филадельфии был основан Реконструктивистский раввинский колледж. Студенты колледжа должны по меньшей мере один год обучаться в Израиле (в Еврейском университете, иешиве и т. п.), что рассматривается как интегральная часть их профессиональной подготовки. Продолжает выходить «Реконстракшнист». Движение организует визиты своих членов в Израиль и приглашает израильских лекторов в свои учреждения.

- 2006 Реконструктивистское движение впервые сумело провести своего представителя на Всемирный еврейский конгресс в Иерусалиме.

## В Израиле
В 1963 г. в Иерусалиме была основана реконструктивистская конгрегация Мевакшей дерех (буквально «взыскующие пути»), которая стремится прилагать концепции Каплана к специфическим условиям Израиля и ведет активную работу во всех сферах еврейской культуры. При общине действуют ясли и детский сад, образовательные кружки и курсы. Цель этой деятельности — попытка преодоления духовного и морального кризиса, который, по мнению членов конгрегации, переживает израильское общество, моральное совершенствование еврейского общества и объединение еврейского народа в Израиле и в рассеянии. Значительный упор делается на интеграцию выходцев из различных этнических общин.
Среди членов конгрегации насчитывается около 300 семей выходцев из бывшего СССР.